# John den Braber
John den Braber (Rotterdam, 16 de setembre de 1970) va ser un ciclista neerlandès, professional del 1996 al 2002. Va combinar la carretera amb la pista i va participar en els Ciclisme als Jocs Olímpics de 1992 i del 2000.
Un cop retirat, va passar a fer tasques de director esportiu.

## Palmarès en ruta
- 1990
  - 1r al Teleflex Tour i vencedor d'una etapa
  - Vencedor d'una etapa de l'Olympia's Tour
- 1991
  - 1r al Gran Premi de Waregem
  - 1r a la Ster van Brabant i vencedor d'una etapa
  - Vencedor d'una etapa del Teleflex Tour
  - Vencedor d'una etapa de l'Olympia's Tour
  - Vencedor d'una etapa de la Volta a Hessen
- 1992
  - 1r a l'Omloop der Kempen
  - Vencedor d'una etapa del Circuit de La Sarthe
  - Vencedor de 3 etapes de l'Olympia's Tour
- 1993
  -  Campió dels Països Baixos amateur en ruta
  - Vencedor de 2 etapes de l'Olympia's Tour
- 1994
  - 1r a l'Omloop van de Glazen Stad
  - Vencedor de 3 etapes de l'Olympia's Tour
  - Vencedor d'una etapa del Commonwealth Bank Classic
- 1995
  - 1r a la Volta a Holanda del Nord
  - Vencedor d'una etapa de la Volta a Suècia
  - Vencedor d'una etapa de l'Olympia's Tour
- 1999
  - 1r a la Ronde van Midden-Brabant
  - Vencedor d'una etapa de l'Olympia's Tour

## Palmarès en pista
- 1989
  -  Campió dels Països Baixos en puntuació
  -  Campió dels Països Baixos en quilòmetre contrarellotge
- 2000
  -  Campió dels Països Baixos en puntuació